# HD 120455
HD 120455，又名CD-2810277，SAO 181999、HR 5197，是一颗恒星，视星等为6.18，位于銀經318.07，銀緯32.06，其B1900.0坐标为赤經13h 44m 26.3s，赤緯-28° 32.06′ 1″。